# 소스 코드 (영화)
《소스 코드》(원제 : Source Code)는 2011년 제작된 미국의 SF 액션 블록버스터 영화이다.
대한민국에서는 ㈜데이지 엔터테인먼트가 수입하여 2011년 5월 4일에 극장 개봉하였다.

## 시놉시스
열차에서 벌어진 폭탄테러 사건을 파헤치고 그 다음 대형 테러를 막기 위해 파견된 콜터 대위, 사망한 남자의 시간에 접속한다.
과거를 반복하며 사건의 실마리를 찾아가던 콜터 대위는 뜻밖의 진실을 발견하게 되는데...

## 출연
- 제이크 질런홀 : 콜터 스티븐스 역
- 미셸 모나한 : 크리스티나 워런 역
- 베라 파미가 : 콜린 굿윈 역
- 제프리 라이트 : 러틀리지 박사 역
- 마이클 아든 : 데릭 프로스트 역
- 카스 앤바 : 하즈미 역
- 러셀 피터스 : 맥스 데노프 역
- 브렌트 스카그포드 : 조지 트록셀 역
- 크레이그 토머스 : 금색 시계 경영진 역
- 고든 마스턴 : 안내원 역
- 수전 베인 : 간호사 역
- 폴라 진 힉슨 : 커피 잔 여자 역
- 링컨 워드 : 스도쿠 목사 역
- 카일 게이트하우스 : 대학생 역
- 알버트 콴 : 사이다 캔 남자 역
- 앤 데이 존스 : 오피스 매니저 역
- 클래리스 번 : 비서 역
- 제임스 A. 우즈 : 조종사 안경 남자 역
- 조 콥든 : 실험실 기사 역
- 톰 타미 : CNN 앵커 역
- 맷 홀랜드 : Lock Tech 역
- 제이슨 피니 : M.P. 역
- 카일 알랫 : 보좌관 역
- 프레드릭 드 그랑프레 : 션 펜트리스 상 역
- 피에르 르블랑 : 기차 공무원 역
- 레이널드 라피에르 : UPG 의사 역
- 스콧 바큘라 : 콜터의 아버지 역

## 제작
- 유닛 프로덕션 매니저 : 매논 부기
- 제1 조감독 : 벅 디치맨
- 제2 조감독 : 베산 모왓
- 시각 효과 슈퍼바이저 : 루이스 모린
- 시각 효과 프로듀서 : 애니 고딘
- 사운드 디자이너, 슈퍼바이징 사운드 편집 : 톰 벨포트
- 어소시에이트 프로듀서 : 세라 플랫
- 포스트 프로덕션 슈퍼바이저 : 리사 데니스
- 감독 : 덩컨 존스
- 각본 : 벤 리플리
- 제작 : 마크 고든, 필립 로셀렛, 조던 윈
- 촬영 : 돈 버제스
- 편집 : 폴 허시
- 특수효과 : 루이 모린
- 미술 : 배리 추시드, 피에르 페롤, 수전 클로티어
- 음악 : 크리스 베이컨
- 제공 : 방돔 픽처스
- 제작 : 마크 고든 컴퍼니

### EBS판 제작 (2020년 10월 24일)
- 프로듀서 : 이지연
- 번역 : 김수진
- 감수 : 김동수
- CG : 조운경
- 편집 : 김정수
- 연출 : 김재현
- 기획 : EBS
- 우리말 제작 : 벼리기획

## 해외 수출

### 대한민국
- 개봉일 : 2011년 5월 4일
- 상영시간 : 93분
- 관람등급 : 12세 이상 관람가
- 수입 : ㈜데이지 엔터테인먼트
- 배급 : 시너지, 롯데쇼핑㈜롯데엔터테인먼트
- 공동제공 : 케이티하이텔㈜
- 홍보/마케팅 : 이가 영화사
- 온라인 마케팅 : ㈜디지털오션
- 저작권 보호 대행 : ㈜케이아이에스미디어
- 번역 : 홍주희
- 공식 사이트 : https://web.archive.org/web/20110722135931/http://sourcecode2011.co.kr/
- 공식 트위터 : https://twitter.com/sourcecode2011